# Francine Giskes
Francine Christina Giskes (Delft, 18 april 1951) is een Nederlandse geograaf, planoloog, politica en bestuurster. Zij is lid van D66. Zij was voorzitter van D66 Noord-Holland (1991-1994), lid van de Tweede Kamer der Staten-Generaal (1994-2004), burgemeester van Texel (2009-2015) en lid van de Algemene Rekenkamer (2015-2020).

## Biografie
Giskes behaalde in 1969 haar gymnasium β-diploma aan het Murmellius Gymnasium in Alkmaar. Van 1969 tot 1970 studeerde zij aan de Western College in Oxford (Ohio). Van 1970 tot 1974 studeerde zij sociale geografie in Groningen (kandidaats). Van 1974 tot 1977 studeerde zij economische geografie (doctoraal) en van 1974 tot 1978 planologie (doctoraal) in Amsterdam.
Giskes kreeg daarna een baan bij een planologisch adviesbureau in Delft. Tussen 1984 en 1992 bekleedde ze diverse functies op het ministerie van VROM, waarna ze twee jaar voor de gemeente Haarlem het Bureau Onderzoek leidde. Inmiddels was Giskes al politiek actief geworden: sinds eind 1991 was ze voorzitter van D66 Noord-Holland. Toen stelde ze zich kandidaat voor het Kamerlidmaatschap voor de verkiezingen van 1994, waarin D66 24 zetels haalde. In 1998, 2002 en 2003 werd ze herkozen. Naast Kamerlid was Giskes van 1999 tot 2003 lid van de Raad van Toezicht van Hogeschool Inholland. Van 2003 tot 2012 was ze voorzitter van de Raad van toezicht van HIVOS (Humanistisch Instituut voor Ontwikkelingssamenwerking). Van 1 november 2005 tot 1 november 2009 was ze lid van de Raad van toezicht van de Stichting Advisering Bestuursrechtspraak voor Milieu en Ruimtelijke Ordening.
In de Tweede Kamer hield Giskes zich bezig met financiën, economische zaken, ruimtelijke ordening en verkeer. Ook bekleedde ze posities in het presidium van de Kamer en was ze eerst fractiesecretaris en later vicevoorzitter van de D66-fractie. Ze stemde tegen de toestemmingswet voor het huwelijk van prins Willem-Alexander, terwijl bijna de hele fractie voor stemde, en ook stemde ze als enige D66'er tegen het sturen van Nederlandse militairen naar Irak. Ze woont samen en heeft drie dochters. In november 2003 werd haar dochter Maite vermoord. De zaak was begin 2004 onderwerp in het programma Opsporing Verzocht, maar bleef onopgelost. Na de dood van haar dochter was Francine Giskes tot februari 2004 afwezig in de Kamer; in de zomer van 2004 ging Giskes weer met verlof, waarna ze op 8 september 2004 de Kamer verliet.
Van 20 november 2009 tot 15 oktober 2015 was Giskes burgemeester van de gemeente Texel. Op 19 juni 2015 werd Giskes door de ministerraad voorgedragen als lid van Algemene Rekenkamer met ingang van 15 oktober 2015; op 7 oktober 2015 werd zij door de koning beëdigd. Op 15 oktober 2020 heeft zij de Algemene Rekenkamer verlaten. Op 1 januari 2021 werd zij opgevolgd door Barbara Joziasse.
- International Standard Name Identifier: 0000 0003 9331 4799
- Nederlandse Thesaurus van Auteursnamen: 073368539
- Parlement.com: vg09llla4ozy
- Virtual International Authority File: 287541307
- WorldCat: E39PBJk4JpGwhrqyPtMMJX4THC